# Aftasiden
Die Aftasiden (arabisch بنو الأفطس, DMG Banū l-Afṭas) waren eine arabisierte Berberdynastie, die von 1022 bis 1095 das islamisch-andalusische Kleinkönigreich (taifa) Badajoz (arabisch بطليوس, DMG Baṭalyaus) regierte.

## Geschichte

Das Taifa-Königreich von Badajoz beim Tod Ibn al-Aftas' (1045)

Als das Kalifat von Córdoba in den Jahren um 1020/30 in die Taifa-Königreiche zerfiel, verdrängte Abdallah ibn Muhammad ibn Maslama ibn al-Aftas (1022–1045) den Saqāliba-Gouverneur Sabur und errang die Herrschaft in Badajoz. Unter seinen Nachfolgern kontrollierten die Aftasiden weite Teile des westlichen Spaniens und von Portugal. Badajoz war auch ein bedeutendes Zentrum der islamischen Kultur, die von den Herrschern gefördert wurde. Es kam jedoch immer wieder zu militärischen Konflikten mit den Abbadiden von Sevilla und den Königreichen León bzw. Kastilien. Im Süden gingen Mértola (1033) und Silves (1040) verloren, im Norden Braga (1040), Porto (1050), Lamego (1057), Viseu (1058), Coimbra (1064) und Coria (1079). Vergeblich versuchte um 1080 Umar al-Mutawakkil (1065–1094/95) Toledo anzugliedern. Als der kastilische König Alfons VI. im Jahr 1085 Toledo eroberte, riefen Umar und der Emir al-Muʿtamid von Sevilla die Almoraviden aus Marokko zu Hilfe. Diese besiegten Alfons VI. in der Schlacht bei Zallaqa (1086). Als sich Abbadiden und Almoraviden jedoch überwarfen und Sevilla von den Marokkanern annektiert wurde, verbündeten sich die Aftasiden mit Kastilien gegen ihre Glaubensbrüder und lieferten ihnen im Jahr 1093 Lissabon aus. Daraufhin annektierten die Almoraviden Badajoz und eroberten ein Jahr später auch Lissabon zurück. Al-Mutawakkil wurde zusammen mit zwei Söhnen hingerichtet; ein anderer Sohn, Al-Mansur III. regierte noch von 1094 bis 1095 in Montánchez und entkam schließlich an den Hof von Alfons VI., wo er später zum Christentum konvertierte.